# Tetropium scabriculum
Tetropium scabriculum là một loài bọ cánh cứng trong họ Cerambycidae.